# تصفيات كأس العالم 2018 – الكونكاكاف الدور الرابع
لعب الدور الرابع لمباريات الكونكاكاف لـتصفيات كأس العالم لكرة القدم 2018 من 13 نوفمبر 2015 إلى 6 سبتمبر 2016.

## النظام
ما مجموعه 12 فريق (صنّفت فرق 1 إلى 6 في قائمة مشترك كونكاكاف و6 فائزي المرحلة ثالثة) قسموا إلى ثلاث من المجموعات من أربع فرق لكل منها. في كل مجموعة، فرق لعبت كل ضد الآخر ذهابا وإيابا في طريقة الكل ضد الكل لما مجموعه ستة مباريات لكل فريق. أعلى اثنان من فرق كل مجموعة (ثلاث فائزي مجموعة وثلاث أصحاب مركز ثاني) يتقدمون إلى المرحلة الخامسة (أيضا تسمّى 'السداسي' أو ' هيكس).

## التصنيف
السحب للمرحلة الرابعة جرى كجزء من القرعة التمهيدية لكأس العالم لكرة القدم 2018 في 25 يوليو 2015، بدءا من الساعة 18:00 توقيت موسكو (ت ع م+3)، في قصر قسطنطينوفسكي في ستريلنا، سانت بطرسبرغ، روسيا.
الأوعية كانت مستندة على تصنيف الفيفا العالمي لأغسطس 2014 (المبين في علامات الحصر). المؤهلين المباشرين الستّ مصنفين في الوعاءين:
وعاء 1 يحتوي الفرق التي صنفت 1–3.
وعاء 2 يحتويان الفرق التي صنفت 4–6.
احتوت كل مجموعة فريقا من الوعاء 1، فريق من الوعاء 2، واثنان فائزي المرحلة الثانية الذي خصصوا آليا في كل مجموعة (فائزو سلسلة 1 و2 في المجموعة أ، فائزي سلسلة 3 و4 في المجموعة ب، فائزي سلسلة 5 و6 في المجموعة ج). بينما كان السحب قد جرى قبل لعب المرحلة الثالثة، هويات فائزي المرحلة الثالثة لم تعرف في وقت السحب. مباريات كل مجموعة قررت مستندة على الوعاء أو السلسلة التي فاز بها كل فريق.
الملاحظة: تأهلت فرق المكتوبة بخط عريض للدورة الخامسة.
| الوعاء 1 | الوعاء 2                                              |
| --- | ----------------------------------------------------- |
| 1. كوستاريكا (15) 2. المكسيك (17) 3. الولايات المتحدة (18)                                                          | 1. هندوراس (43) 2. بنما (63) 3. ترينيداد وتوباغو (80) |
| الفائزين من الدور الثالث                                                                                            |                                                       |
| 1. جامايكا (85) 2. هايتي (117) 3. كندا (122) 4. السلفادور (127) 5. غواتيمالا (134) 6. سانت فينسنت والغرينادين (134) |                                                       |

## المجموعات

### المجموعة أ
| م | الفريق    | لعب | ف | ت | خ | أ.له | أ.ع | أ.ف | نقاط | التأهل                |     |     |     |     |     |
| - | --------- | --- | - | - | - | ---- | --- | --- | ---- | --------------------- | --- | --- | --- | --- | --- |
| 1 | المكسيك   | 6   | 5 | 1 | 0 | 13   | 1   | +12 | 16   | تقدم إلى الدور الخامس |     | —   | 0–0 | 2–0 | 3–0 |
| 2 | هندوراس   | 6   | 2 | 2 | 2 | 6    | 6   | 0   | 8    | تقدم إلى الدور الخامس |     | 0–2 | —   | 2–1 | 2–0 |
| 3 | كندا      | 6   | 2 | 1 | 3 | 5    | 8   | −3  | 7    |                       |     | 0–3 | 1–0 | —   | 3–1 |
| 4 | السلفادور | 6   | 0 | 2 | 4 | 4    | 13  | −9  | 2    |                       | 1–3 | 2–2 | 0–0 | —   |     |

| المكسيك                                                   | 3–0                           | السلفادور |
| --------------------------------------------------------- | ----------------------------- | --------- |
| - أندريس غواردادو 7' - هكتور هيريرا 42' - كارلوس فيلا 64' | تقرير (فيفا) تقرير (كونكاكاف) |           |

| كندا             | 1–0                           | هندوراس |
| ---------------- | ----------------------------- | ------- |
| - كايل لارين 38' | تقرير (فيفا) تقرير (كونكاكاف) |         |

| هندوراس | 0–2                           | المكسيك                       |
| ------- | ----------------------------- | ----------------------------- |
|         | تقرير (فيفا) تقرير (كونكاكاف) | - خيسوس كورونا 67' - Damm 72' |

| السلفادور | 0–0                           | كندا |
| --------- | ----------------------------- | ---- |
|           | تقرير (فيفا) تقرير (كونكاكاف) |      |

| السلفادور                                | 2–2                           | هندوراس                        |
| ---------------------------------------- | ----------------------------- | ------------------------------ |
| - بابلو بينيد 45+2' - نيلسون بونيللا 88' | تقرير (فيفا) تقرير (كونكاكاف) | - Elis 19' - أنتوني لوزانو 59' |

| كندا | 0–3                           | المكسيك                                                 |
| ---- | ----------------------------- | ------------------------------------------------------- |
|      | تقرير (فيفا) تقرير (كونكاكاف) | - تشيشاريتو 32' - هيرفينغ لوزانو 40' - خيسوس كورونا 72' |

| هندوراس                                       | 2–0                           | السلفادور |
| --------------------------------------------- | ----------------------------- | --------- |
| - أوسكار بونيك غارسيا 52' - روميل كيوتو 90+4' | تقرير (فيفا) تقرير (كونكاكاف) |           |

| المكسيك                                            | 2–0                           | كندا |
| -------------------------------------------------- | ----------------------------- | ---- |
| - أندريس غواردادو 17' (ركلة.) - خيسوس كورونا 45+3' | تقرير (فيفا) تقرير (كونكاكاف) |      |

| هندوراس                                  | 2–1                           | كندا                 |
| ---------------------------------------- | ----------------------------- | -------------------- |
| - ماريو مارتينيز 45+2' - روميل كيوتو 50' | تقرير (فيفا) تقرير (كونكاكاف) | - مانجريكار جيمس 35' |

| السلفادور           | 1–3                           | المكسيك                                                               |
| ------------------- | ----------------------------- | --------------------------------------------------------------------- |
| - Larín 24' (ركلة.) | تقرير (فيفا) تقرير (كونكاكاف) | - هيكتور مورينو 52' - أنخيل سيبولفيدا 58' - راؤول خيمينيز 73' (ركلة.) |

| المكسيك | 0–0                           | هندوراس |
| ------- | ----------------------------- | ------- |
|         | تقرير (فيفا) تقرير (كونكاكاف) |         |

| كندا                                                         | 3–1                           | السلفادور            |
| ------------------------------------------------------------ | ----------------------------- | -------------------- |
| - كايل لارين 11' - نيكولاس ليدكيروود 53' - ديفيد إدغار 90+2' | تقرير (فيفا) تقرير (كونكاكاف) | - نيلسون بونيللا 78' |

### المجموعة ب
| م | الفريق    | لعب | ف | ت | خ | أ.له | أ.ع | أ.ف | نقاط | التأهل                |     |     |     |     |     |
| - | --------- | --- | - | - | - | ---- | --- | --- | ---- | --------------------- | --- | --- | --- | --- | --- |
| 1 | كوستاريكا | 6   | 5 | 1 | 0 | 11   | 3   | +8  | 16   | تقدم إلى الدور الخامس |     | —   | 3–1 | 1–0 | 3–0 |
| 2 | بنما      | 6   | 3 | 1 | 2 | 7    | 5   | +2  | 10   | تقدم إلى الدور الخامس |     | 1–2 | —   | 1–0 | 2–0 |
| 3 | هايتي     | 6   | 1 | 1 | 4 | 2    | 4   | −2  | 4    |                       |     | 0–1 | 0–0 | —   | 0–1 |
| 4 | جامايكا   | 6   | 1 | 1 | 4 | 2    | 10  | −8  | 4    |                       | 1–1 | 0–2 | 0–2 | —   |     |

| كوستاريكا             | 1–0                           | هايتي |
| --------------------- | ----------------------------- | ----- |
| - كريستيان جامبوا 29' | تقرير (فيفا) تقرير (كونكاكاف) |       |

| جامايكا | 0–2                           | بنما                                       |
| ------- | ----------------------------- | ------------------------------------------ |
|         | تقرير (فيفا) تقرير (كونكاكاف) | - أرماندو كوبر 43' - ويس مورغان 52' (ه.ذ.) |

| هايتي | 0–1                           | جامايكا                 |
| ----- | ----------------------------- | ----------------------- |
|       | تقرير (فيفا) تقرير (كونكاكاف) | - كلايتون دونالدسون 62' |

| بنما              | 1–2                           | كوستاريكا                           |
| ----------------- | ----------------------------- | ----------------------------------- |
| - لويس تيخادا 71' | تقرير (فيفا) تقرير (كونكاكاف) | - براين رويز 66' - ماركو أورينا 69' |

| جامايكا             | 1–1                           | كوستاريكا         |
| ------------------- | ----------------------------- | ----------------- |
| - جي-فون واتسون 16' | تقرير (فيفا) تقرير (كونكاكاف) | - جوني أكوستا 67' |

| هايتي | 0–0                           | بنما |
| ----- | ----------------------------- | ---- |
|       | تقرير (فيفا) تقرير (كونكاكاف) |      |

| بنما               | 1–0                           | هايتي |
| ------------------ | ----------------------------- | ----- |
| - فيليبي بالوي 81' | تقرير (فيفا) تقرير (كونكاكاف) |       |

| كوستاريكا                                              | 3–0                           | جامايكا |
| ------------------------------------------------------ | ----------------------------- | ------- |
| - سيلسو بورخيس 7' - براين رويز 37' - جوهان فينيغاس 76' | تقرير (فيفا) تقرير (كونكاكاف) |         |

| هايتي | 0–1                           | كوستاريكا            |
| ----- | ----------------------------- | -------------------- |
|       | تقرير (فيفا) تقرير (كونكاكاف) | - راندال أزوفيفا 71' |

| بنما                                  | 2–0                           | جامايكا |
| ------------------------------------- | ----------------------------- | ------- |
| - جبريل توريس 28' - ابديل ارويو 90+2' | تقرير (فيفا) تقرير (كونكاكاف) |         |

| جامايكا | 0–2                           | هايتي                                 |
| ------- | ----------------------------- | ------------------------------------- |
|         | تقرير (فيفا) تقرير (كونكاكاف) | - كيفين لافرانس 68' - داكنز نازون 88' |

| كوستاريكا                                          | 3–1                           | بنما                      |
| -------------------------------------------------- | ----------------------------- | ------------------------- |
| - كريستيان بولانيوس 19'، 79' - رونالد ماتاريتا 84' | تقرير (فيفا) تقرير (كونكاكاف) | - لويس تيخادا 90' (ركلة.) |

### المجموعة ج
| م | الفريق                  | لعب | ف | ت | خ | أ.له | أ.ع | أ.ف | نقاط | التأهل                |     |     |     |     |     |
| - | ----------------------- | --- | - | - | - | ---- | --- | --- | ---- | --------------------- | --- | --- | --- | --- | --- |
| 1 | الولايات المتحدة        | 6   | 4 | 1 | 1 | 20   | 3   | +17 | 13   | تقدم إلى الدور الخامس |     | —   | 4–0 | 4–0 | 6–1 |
| 2 | ترينيداد وتوباغو        | 6   | 3 | 2 | 1 | 13   | 9   | +4  | 11   | تقدم إلى الدور الخامس |     | 0–0 | —   | 2–2 | 6–0 |
| 3 | غواتيمالا               | 6   | 3 | 1 | 2 | 18   | 11  | +7  | 10   |                       |     | 2–0 | 1–2 | —   | 9–3 |
| 4 | سانت فينسنت والغرينادين | 6   | 0 | 0 | 6 | 6    | 34  | −28 | 0    |                       | 0–6 | 2–3 | 0–4 | —   |     |

| الولايات المتحدة                                                                                | 6–1                           | سانت فينسنت والغرينادين |
| ----------------------------------------------------------------------------------------------- | ----------------------------- | ----------------------- |
| - بوبي وود 11' - فابيان جونسون 29' - جوزي ألتيدور 31'، 74' - جيف كاميرون 51' - جياسي زارديس 58' | تقرير (فيفا) تقرير (كونكاكاف) | - Anderson 5'           |

| غواتيمالا   | 1–2                           | ترينيداد وتوباغو                       |
| ----------- | ----------------------------- | -------------------------------------- |
| - Mejía 90' | تقرير (فيفا) تقرير (كونكاكاف) | - كاليم هايلاند 67' - كينواين جونز 80' |

| سانت فينسنت والغرينادين | 0–4                           | غواتيمالا                                                                    |
| ----------------------- | ----------------------------- | ---------------------------------------------------------------------------- |
|                         | تقرير (فيفا) تقرير (كونكاكاف) | - ستيفانو سينكوتا 23' - مينور لوبيز 32' - دنيس لوبيز 48' - جيرسون تينوكو 81' |

| ترينيداد وتوباغو | 0–0                           | الولايات المتحدة |
| ---------------- | ----------------------------- | ---------------- |
|                  | تقرير (فيفا) تقرير (كونكاكاف) |                  |

| سانت فينسنت والغرينادين                   | 2–3                           | ترينيداد وتوباغو                      |
| ----------------------------------------- | ----------------------------- | ------------------------------------- |
| - M. Samuel 45' (ركلة.) - شندل صموئيل 77' | تقرير (فيفا) تقرير (كونكاكاف) | - J. Jones 58' - ليفي غارسيا 71'، 82' |

| غواتيمالا                              | 2–0                           | الولايات المتحدة |
| -------------------------------------- | ----------------------------- | ---------------- |
| - رافاييل موراليس 7' - كارلوس رويز 15' | تقرير (فيفا) تقرير (كونكاكاف) |                  |

| ترينيداد وتوباغو                                                              | 6–0                           | سانت فينسنت والغرينادين |
| ----------------------------------------------------------------------------- | ----------------------------- | ----------------------- |
| - Bateau 36' - J. Jones 49' - كينواين جونز 60' - Molino 66' - Caesar 86'، 89' | تقرير (فيفا) تقرير (كونكاكاف) |                         |

| الولايات المتحدة                                                          | 4–0                           | غواتيمالا |
| ------------------------------------------------------------------------- | ----------------------------- | --------- |
| - كلينت ديمبسي 12' - جيف كاميرون 35' - غراهام زوسي 46' - جوزي ألتيدور 89' | تقرير (فيفا) تقرير (كونكاكاف) |           |

| سانت فينسنت والغرينادين | 0–6                           | الولايات المتحدة                                                                                           |
| ----------------------- | ----------------------------- | --- |
|                         | تقرير (فيفا) تقرير (كونكاكاف) | - بوبي وود 28' - مات بسلر 32' - جوزي ألتيدور 43' (ركلة.) - كريستيان بوليسيتش 71'، 90+2' - ساشا كليستان 78' |

| ترينيداد وتوباغو      | 2–2                           | غواتيمالا              |
| --------------------- | ----------------------------- | ---------------------- |
| - J. Jones 45+1'، 62' | تقرير (فيفا) تقرير (كونكاكاف) | - كارلوس رويز 36'، 87' |

| الولايات المتحدة                                            | 4–0                           | ترينيداد وتوباغو |
| ----------------------------------------------------------- | ----------------------------- | ---------------- |
| - ساشا كليستان 44' - جوزي ألتيدور 59'، 63' - بول أريولا 71' | تقرير (فيفا) تقرير (كونكاكاف) |                  |

| غواتيمالا | 9–3                           | سانت فينسنت والغرينادين              |
| --- | ----------------------------- | ------------------------------------ |
| - جيرسون تينوكو 13' - كارلوس رويز 20'، 27'، 36'، 57'، 59' - خايرو اريولا 55' - رافاييل موراليس 78' - جان ماركيز 83' | تقرير (فيفا) تقرير (كونكاكاف) | - Anderson 10'، 29' - McBurnette 90' |

## الهدافون
8 أهداف
- كارلوس رويز

6 أهداف
- جوزي ألتيدور

4 أهداف
- Joevin Jones

3 أهداف
- خيسوس كورونا
- Oalex Anderson

هدفين
- كايل لارين
- كريستيان بولانيوس
- براين رويز
- نيلسون بونيللا
- رافاييل موراليس
- جيرسون تينوكو
- روميل كيوتو
- أندريس غواردادو
- لويس تيخادا
- Trevin Caesar
- ليفي غارسيا
- كينواين جونز
- جيف كاميرون
- ساشا كليستان
- كريستيان بوليسيتش
- بوبي وود

هدف
- ديفيد إدغار
- نيكولاس ليدكيروود
- مانجريكار جيمس
- جوني أكوستا
- راندال أزوفيفا
- سيلسو بورخيس
- كريستيان جامبوا
- رونالد ماتاريتا
- ماركو أورينا
- جوهان فينيغاس
- Alexander Larín
- بابلو بينيد
- خايرو اريولا
- ستيفانو سينكوتا
- دنيس لوبيز
- مينور لوبيز
- جان ماركيز
- Carlos Mejía
- كيفين لافرانس
- داكنز نازون
- Alberth Elis
- أوسكار بونيك غارسيا
- أنتوني لوزانو
- ماريو مارتينيز
- كلايتون دونالدسون
- جي-فون واتسون
- يورغن دام
- تشيشاريتو
- هكتور هيريرا
- راؤول خيمينيز
- هيرفينغ لوزانو
- هيكتور مورينو
- أنخيل سيبولفيدا
- كارلوس فيلا
- ابديل ارويو
- فيليبي بالوي
- أرماندو كوبر
- جبريل توريس
- Nazir McBurnette
- Myron Samuel
- شندل صموئيل
- Sheldon Bateau
- كاليم هايلاند
- Kevin Molino
- بول أريولا
- مات بسلر
- كلينت ديمبسي
- فابيان جونسون
- جياسي زارديس
- غراهام زوسي

هدف ذاتي
- ويس مورغان (لعب بنما)

## وصلات خارجية
- - Qualifiers – North, Central America and Caribbean: Round 4, FIFA.com
- World Cup Qualifying – Men, CONCACAF.com